# Václav Machek
Václav Machek (nascido em 27 de dezembro de 1925) é um ex-ciclista olímpico tchecoslovaco. Representou sua nação nos Jogos Olímpicos de Verão de 1956, onde conquistou uma medalha de bronze.